# Akzhal
Akzhal är en ort i Kazakstan.   Den ligger i oblystet Qaraghandy, i den östra delen av landet, 300 km sydost om huvudstaden Astana. Akzhal ligger 678 meter över havet och antalet invånare är 3 563.
Terrängen runt Akzhal är platt. Runt Akzhal är det mycket glesbefolkat, med 2 invånare per kvadratkilometer. Det finns inga andra samhällen i närheten. Trakten runt Akzhal består i huvudsak av gräsmarker.